# جاش بورکمن
جاش بورکمن (انگلیسی: Josh Burkman؛ زادهٔ ۱۰ آوریل ۱۹۸۰) ورزشکار هنرهای رزمی ترکیبی اهل ایالات متحده آمریکا است.